# New Ideas Chamber Orchestra
Das New Ideas Chamber Orchestra (NI&Co) ist ein 2006 gegründetes Kammerorchester der litauischen Hauptstadt Vilnius.
Das Orchester interpretiert hauptsächlich die Kompositionen des Komponisten Gediminas Gelgotas. NICO spielte unter anderem in Riga, Sankt Petersburg, Moskau, London, Essen, Duisburg, Kassel und anderen Städten und gewann verschiedene Preise.

## Leitung
- Gründer und Leiter Gediminas Gelgotas (* 1986)

## Mitglieder
- Augusta Jusionytė (Violine, Konzertmeister)[3]
- Dalia Simaškaitė (Violine)
- Julija Ivanovaitė (Violine, Viola)
- Liudvikas Silickas (Cello)
- Augustinas Sokalski (Cello)
- Vincas Bačius (Kontrabass)

## Diskografie (Auswahl)
- Music For Strings, 2013, Peermusic Classical[4]